# 链鞘藻属
链鞘藻属（学名：Sirocoleum）也称链鞘丝藻属，为微鞘藻科的一属蓝藻。本属的模式种为库氏束丝藻（Sirocoleum kurzii）。

## 下级分类
本属包括以下物种：
- Sirocoleum guyanense Kützing ex Gomont 1892
- 库氏束丝藻 Sirocoleum kurzii (Zeller, 1873) Gomont, 1892[1]